# Ridderorden in Anjouan
Het Sultanaat Anjouan op de Comoren bezat eigen ridderorden.
Koning Mohamed Saïd Omar verleende tot 1874 op ieder eiland van zijn rijk een ander Orde;
- De Orde van de Ster van Mohéli,
- De Orde van de Ster van de Comoren

en
- De Orde van de Ster van Anjouan (Frans: "Ordre de l’Étoile d'Anjouan")

In 1874 vervielen de eerste twee onderscheidingen en bleef alleen de derde bestaan.
Er is ook een door Koning Said Ali bin Said Omar in 1886 ingestelde Orde van de Ster van Said Ali of Ster van Said Ali.
In 1896 werd de Orde van de Ster van Anjouan een Franse Koloniale ridderorde onder de naam  "Ordre colonial de l’Étoile d'Anjouan". 
In de jaren 50 en 60 van de 20e eeuw heeft deze orde, die nu de derde orde van Frankrijk na het exclusieve Legioen van Eer en de Orde van de Zwarte Ster was, nog enige tijd een rol gespeeld.Men gebruikte deze onderscheiding vooral bij staatsbezoeken.
In 2000 heeft de Sultan de Orde van de Ster van Anjouan opnieuw ingesteld. Lint en kleinood zijn ongewijzigd.